# Schliersee
Schliersee este un lac natural aflat în districtul Miesbach, landul Bavaria, Germania.  Aria lui este o zonă neîncorporată. Proprietar este  statul bavarez.

## Geografie
Schliersee este situat la cca. 50 de km sudest de München, între Tegernsee și valea Innului, în apropiere de granița austriacă. Se află 777 m deasupra nivelului mării și are o suprafață de  2,241 km². Valea Schliersee este  adâncită în marginea Alpilor. Lacul are o adâncime medie de 23,9 m și un maxim de 40,5 m și este și este de două ori mai lung decât lat. La coastele de vest și est se ridică munții  Flyschberge (Rohnberg și Brunstkogel) la aproape 1300 m. În partea de sud, Munții Schliersee cu Rotwand precum Hochmiesing se extind până aproape 1900 m și localitatea Fischhausen predomină peisajul, iar în zona văii deschise spre nord este acea a târgului Schliersee. Caracteristic pentru acest lac sunt insula împădurită Wörth cu o suprafață de 2,1 ha, aflată aproximativ în centrul apei și peninsula Freudenberg la capătul nordic. Bazinul hidrografic are o dimensiune de 27,15 km². Afluentul principal este Langenbach care dreneazä cu 12,2 km² jumătatea bazinul hidrografic. Singurul efluent (0,9 m³/s) reprezintă râulețul Schlierach.
Regiunea este punct de atracție turistică, atât vara cât și iarna.

## Scurt istoric
Numele lacului vine de la mănăstirea Schliersee, mai târziu consacrată Sfântului Sixtus, care a fost fondată in jurul anului 770 pe Kirchbichl (între Westenhofen și Hausham) și menționată pentru prima dată într-un document datat din 21 ianuarie 779 ca așezământ monahal Slyrse. Sfințirea micii bisericii asociate a fost făcută de episcopul de Freising Arbeo (n. înainte de 723 Merano – d. 4 mai 784, Freising). A fost distrusă de năvălirile maghiare din secolul al X-lea și refondată de episcopul Otto de Freising în 1141 pe locul actualei biserici St. Sixtus din Schliersee. Inițial o mănăstire benedictină, a fost din 1260 până în 1493 un așezământ colegial, relocat între 1493 și 1495 de ducele Albrecht al IV-lea al Bavariei la Catedrala din München.

## Galerie de imagini

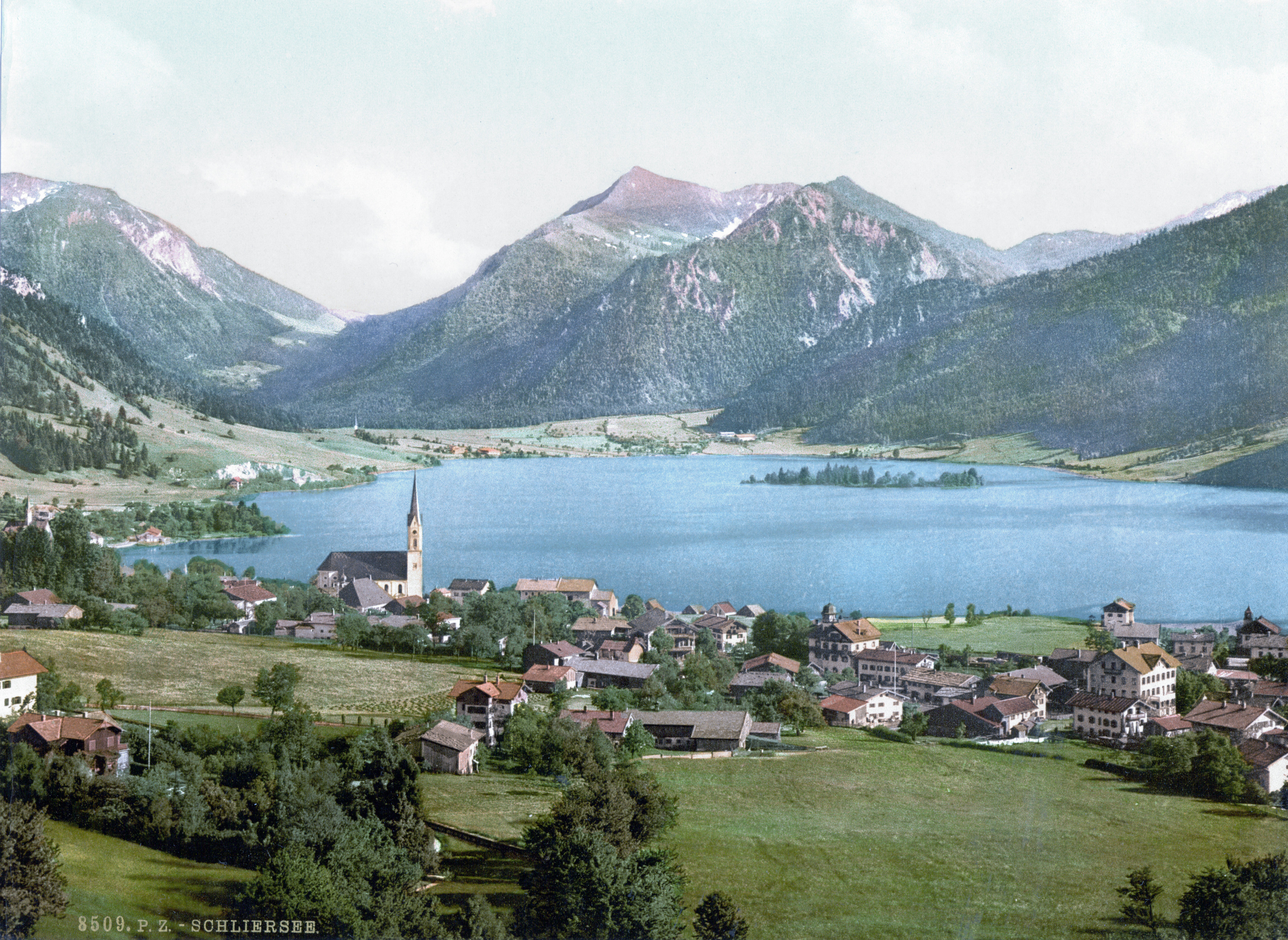
Schliersee pe la anul 1900
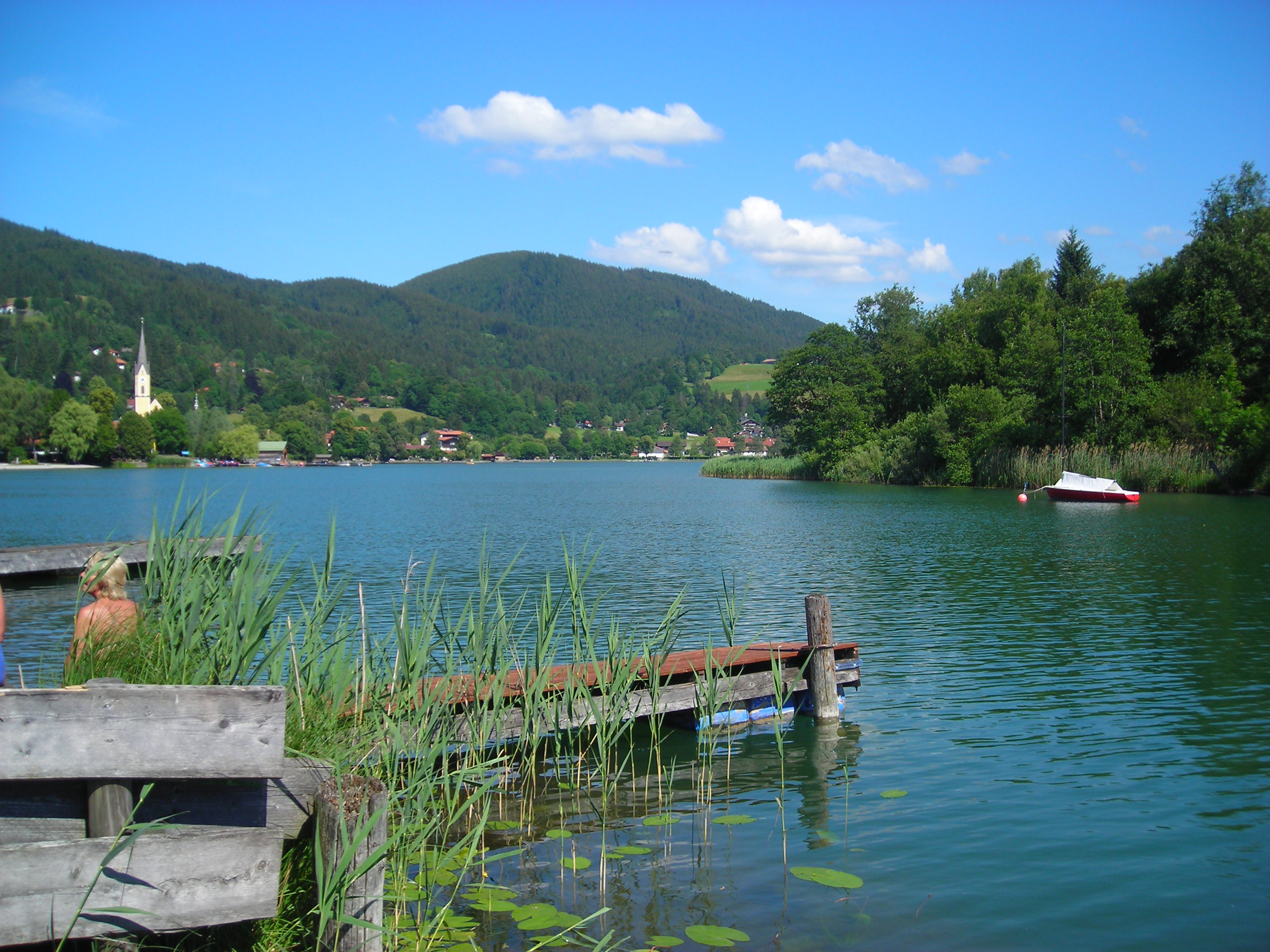
Vedere spre sudest
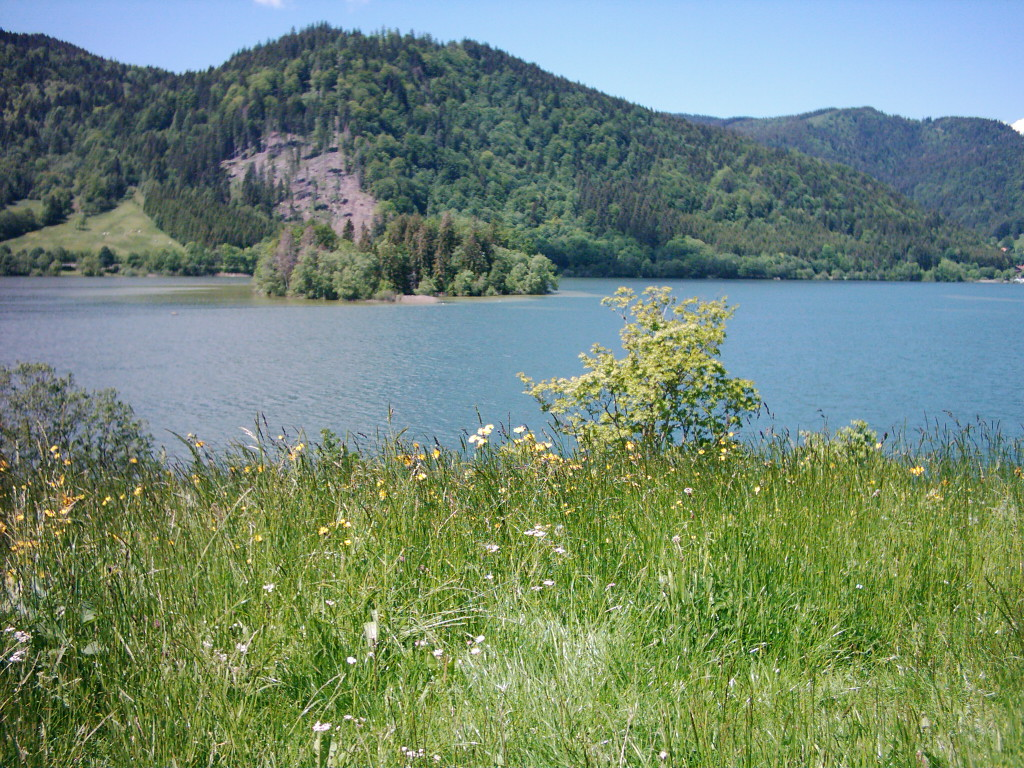
Vedere spre insula Wörth
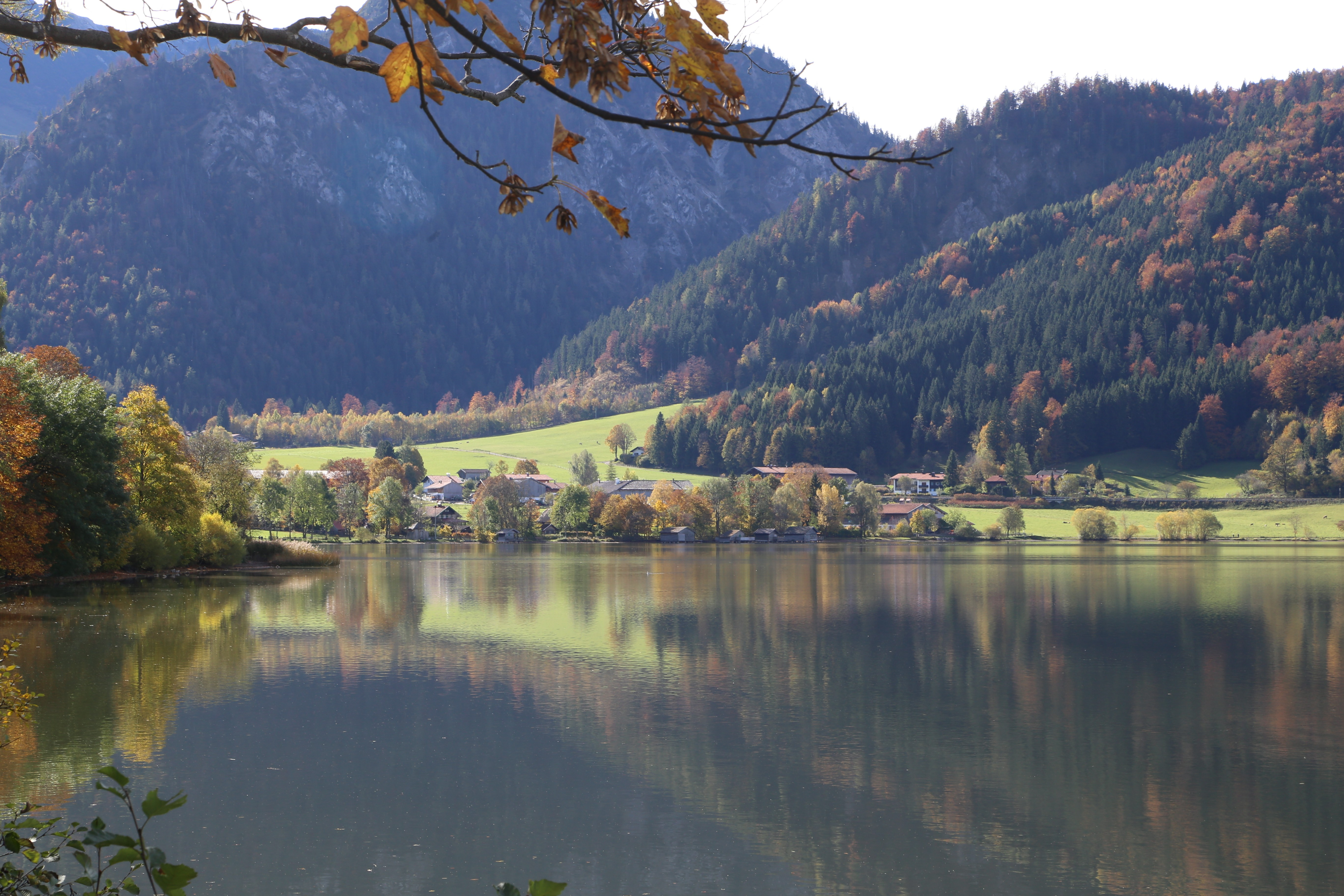
Vedere spre Fischhausen
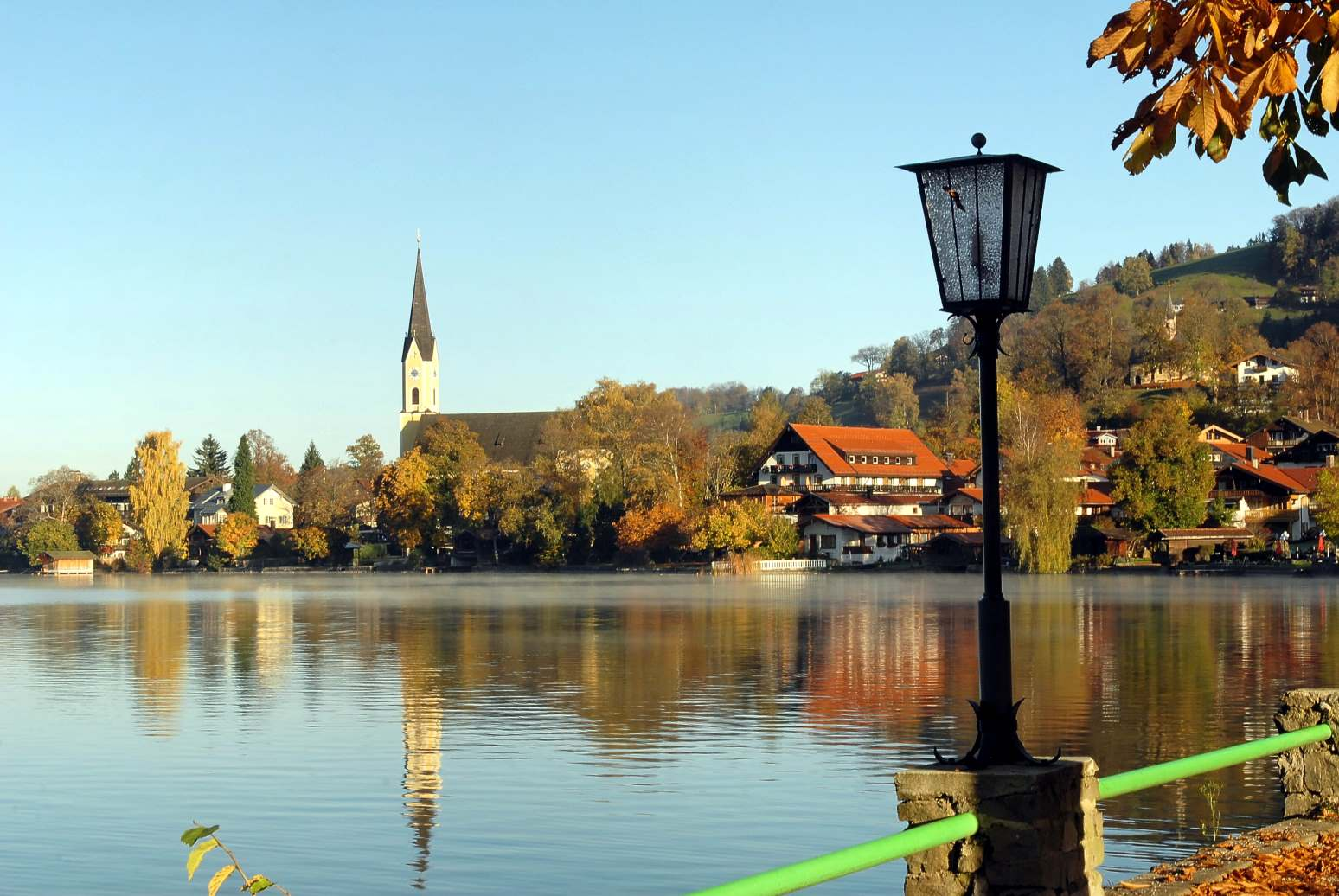
Vedere spre Schliersee
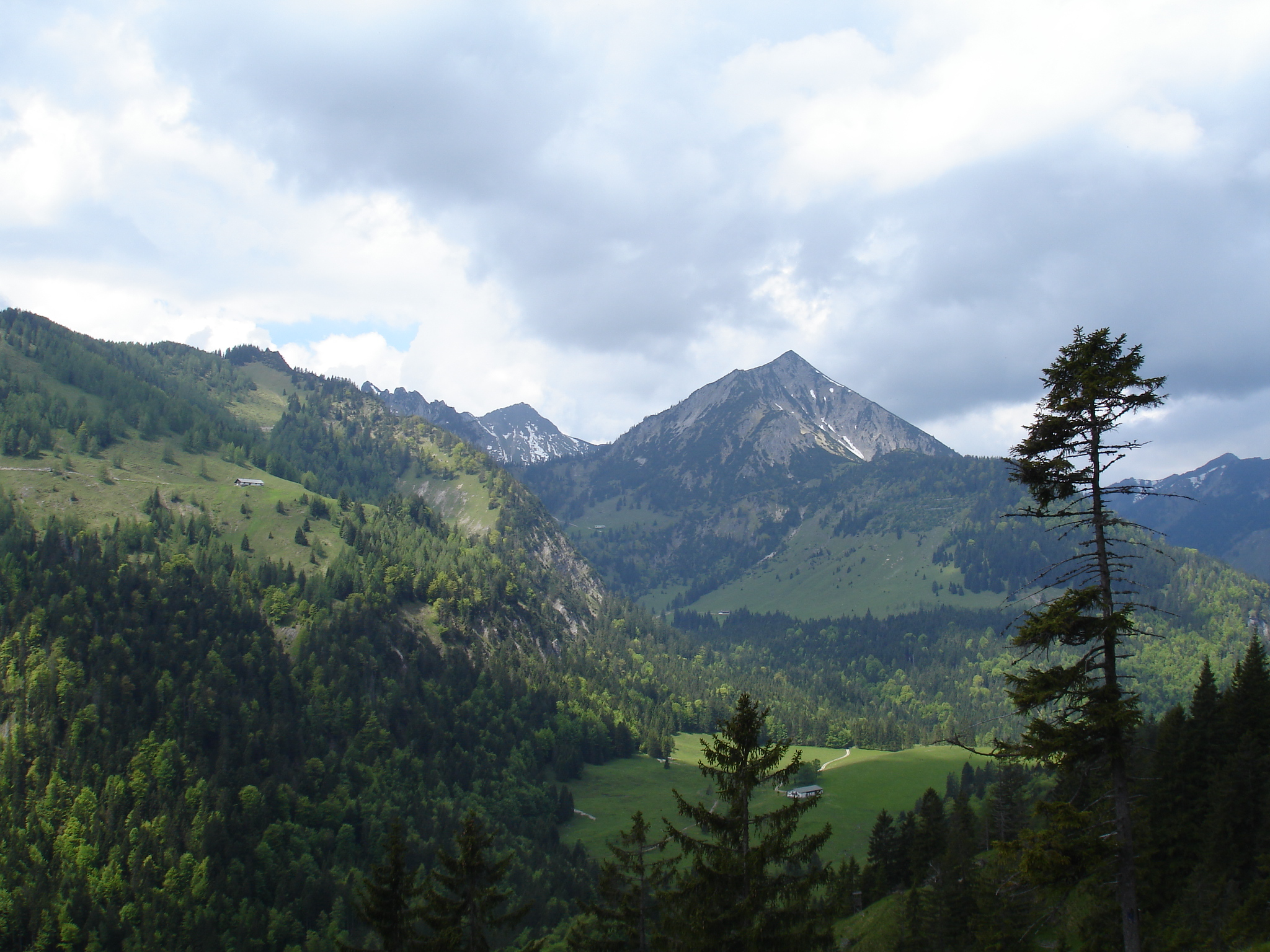
Muntele  Rotwand
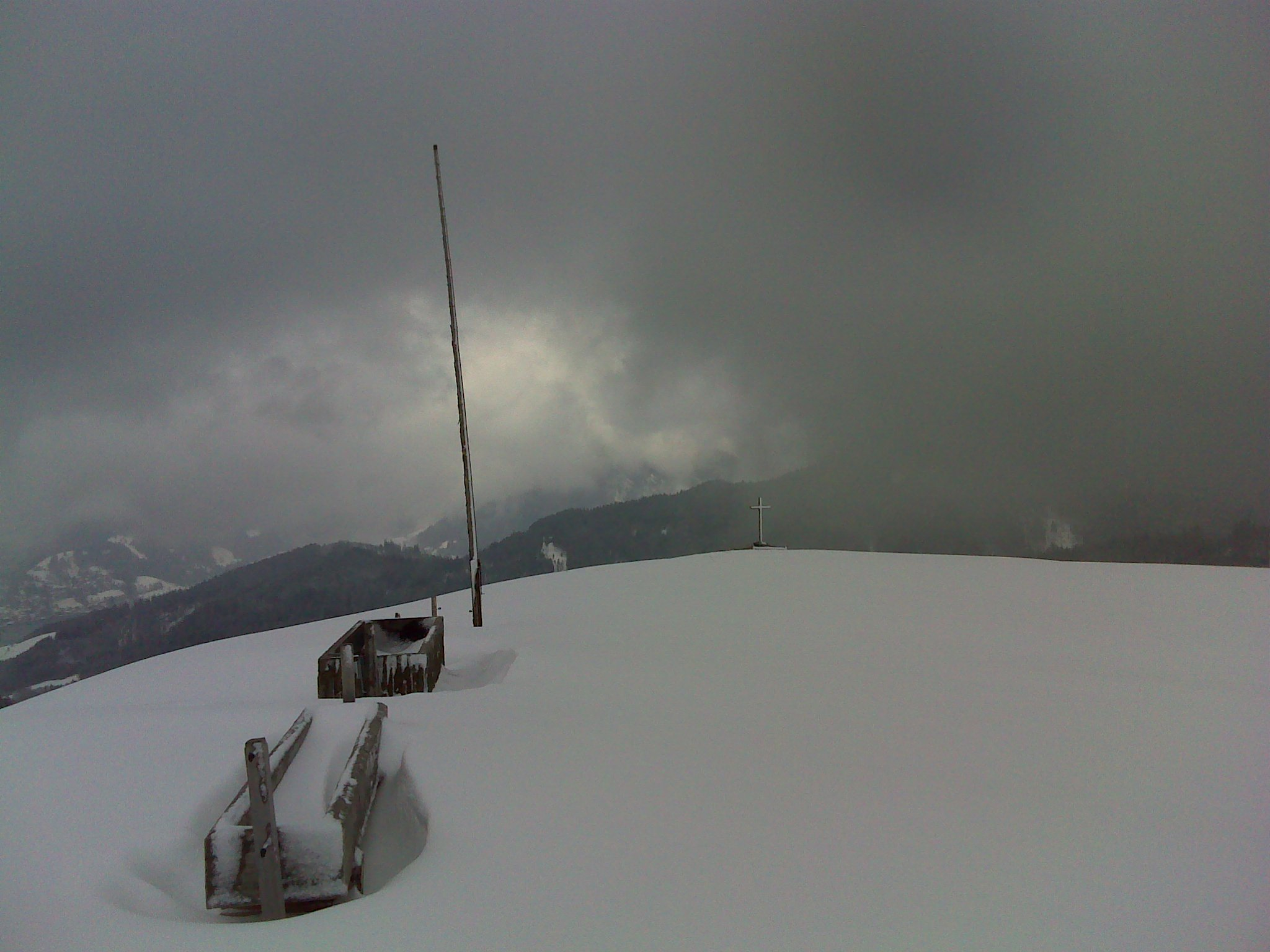
Centrul de schi Kreuzbergalm